# Higashikagura, Hokkaidō
Higashikagura (東神楽町 Higashikagura-chō) là thị trấn thuộc huyện Kamikawa, phó tỉnh Kamikawa, Hokkaidō, Nhật Bản. Tính đến ngày 1 tháng 10 năm 2020, dân số ước tính thị trấn là 8.314 người và mật độ dân số là 34 người/km2. Tổng diện tích thị trấn là 247,3 km2.

## Địa lý

### Khí hậu
| Dữ liệu khí hậu của Higashikagura        | Dữ liệu khí hậu của Higashikagura | Dữ liệu khí hậu của Higashikagura | Dữ liệu khí hậu của Higashikagura | Dữ liệu khí hậu của Higashikagura | Dữ liệu khí hậu của Higashikagura | Dữ liệu khí hậu của Higashikagura | Dữ liệu khí hậu của Higashikagura | Dữ liệu khí hậu của Higashikagura | Dữ liệu khí hậu của Higashikagura | Dữ liệu khí hậu của Higashikagura | Dữ liệu khí hậu của Higashikagura | Dữ liệu khí hậu của Higashikagura | Dữ liệu khí hậu của Higashikagura |
| Tháng                                    | 1                                 | 2                                 | 3                                 | 4                                 | 5                                 | 6                                 | 7                                 | 8                                 | 9                                 | 10                                | 11                                | 12                                | Năm                               |
| ---------------------------------------- | --------------------------------- | --------------------------------- | --------------------------------- | --------------------------------- | --------------------------------- | --------------------------------- | --------------------------------- | --------------------------------- | --------------------------------- | --------------------------------- | --------------------------------- | --------------------------------- | --------------------------------- |
| Cao kỉ lục °C (°F)                       | 5.8 (42.4)                        | 11.0 (51.8)                       | 14.3 (57.7)                       | 25.9 (78.6)                       | 34.1 (93.4)                       | 35.4 (95.7)                       | 35.6 (96.1)                       | 36.1 (97.0)                       | 32.0 (89.6)                       | 24.4 (75.9)                       | 20.5 (68.9)                       | 11.7 (53.1)                       | 36.1 (97.0)                       |
| Trung bình ngày tối đa °C (°F)           | −4.1 (24.6)                       | −2.6 (27.3)                       | 2.3 (36.1)                        | 10.0 (50.0)                       | 17.9 (64.2)                       | 22.4 (72.3)                       | 25.6 (78.1)                       | 26.0 (78.8)                       | 21.6 (70.9)                       | 14.1 (57.4)                       | 5.9 (42.6)                        | −1.3 (29.7)                       | 11.5 (52.7)                       |
| Trung bình ngày °C (°F)                  | −8.2 (17.2)                       | −7.3 (18.9)                       | −2.2 (28.0)                       | 4.5 (40.1)                        | 11.6 (52.9)                       | 16.4 (61.5)                       | 20.0 (68.0)                       | 20.6 (69.1)                       | 15.8 (60.4)                       | 8.6 (47.5)                        | 1.9 (35.4)                        | −5.0 (23.0)                       | 6.4 (43.5)                        |
| Tối thiểu trung bình ngày °C (°F)        | −13.7 (7.3)                       | −13.3 (8.1)                       | −7.5 (18.5)                       | −1.0 (30.2)                       | 5.1 (41.2)                        | 10.9 (51.6)                       | 15.2 (59.4)                       | 16.0 (60.8)                       | 10.6 (51.1)                       | 3.4 (38.1)                        | −2.3 (27.9)                       | −9.7 (14.5)                       | 1.1 (34.1)                        |
| Thấp kỉ lục °C (°F)                      | −27.8 (−18.0)                     | −28.5 (−19.3)                     | −21.0 (−5.8)                      | −11.0 (12.2)                      | −4.3 (24.3)                       | −0.1 (31.8)                       | 5.2 (41.4)                        | 5.8 (42.4)                        | 0.2 (32.4)                        | −5.6 (21.9)                       | −18.2 (−0.8)                      | −26.0 (−14.8)                     | −28.5 (−19.3)                     |
| Lượng Giáng thủy trung bình mm (inches)  | —                                 | —                                 | —                                 | —                                 | 56.7 (2.23)                       | 72.9 (2.87)                       | 114.4 (4.50)                      | 159.8 (6.29)                      | 112.5 (4.43)                      | 83.6 (3.29)                       | —                                 | —                                 | —                                 |
| Lượng tuyết rơi trung bình cm (inches)   | 87 (34)                           | 77 (30)                           | 64 (25)                           | 16 (6.3)                          | 0 (0)                             | 0 (0)                             | 0 (0)                             | 0 (0)                             | 0 (0)                             | 4 (1.6)                           | 60 (24)                           | 117 (46)                          | 424 (167)                         |
| Số ngày giáng thủy trung bình (≥ 1.0 mm) | —                                 | —                                 | —                                 | —                                 | 9.6                               | 9.2                               | 9.2                               | 10.9                              | 11.3                              | 13.1                              | —                                 | —                                 | —                                 |
| Số ngày tuyết rơi trung bình (≥ 3 cm)    | 12.4                              | 10.2                              | 7.9                               | 1.9                               | 0                                 | 0                                 | 0                                 | 0                                 | 0                                 | 0.8                               | 6.2                               | 13.7                              | 53.1                              |
| Nguồn: Cục Khí tượng Nhật Bản            |                                   |                                   |                                   |                                   |                                   |                                   |                                   |                                   |                                   |                                   |                                   |                                   |                                   |